# Gunung Aluegambe
Gunung Aluegambe är en kulle i Indonesien.   Den ligger i provinsen Aceh, i den västra delen av landet, 1 600 km nordväst om huvudstaden Jakarta. Toppen på Gunung Aluegambe är 281 meter över havet.
Terrängen runt Gunung Aluegambe är varierad.Runt Gunung Aluegambe är det ganska glesbefolkat, med 35 invånare per kvadratkilometer. I omgivningarna runt Gunung Aluegambe växer i huvudsak städsegrön lövskog.